# Labu (Brunei)
Labu ist ein Mukim im Distrikt Temburong von Brunei. Der Mukim (Subdistrikt) umfasst 292 km² und hatte 2016 ca. 600 Einwohner.

## Geographie
Labu liegt im Norden des Distrikts Temburong an der Küste der Brunei Bay. Er grenzt im Osten an Sarawak (Malaysia), an den Mukim Batu Apoi im Süden und  den Mukim Bangar im Südwesten, sowie an Limbang, Sarawak (Malaysia) im Westen. Der Mukim enthält mehrere Inseln: Pulau Selirong, Pulau Selanjak, Pulau Siarau und Pulau Pituat.
Namengebend ist der Sungai Labu, der einen Teil der Südgrenze bildet. An der Küste befinden sich zahlreiche Ästuare, unter anderem Sungai Raya (⊙), Alor Besar (⊙), Sungai Melimbai (⊙), Sungai Ayam Ayam (⊙), Sungai Berbunga (⊙), Sungai Bontu Kechil (⊙), Sungai Duau Besar(⊙), Sungai Lawang (⊙).

## Verwaltungsgliederung
Labu ist unterteilt in die Kampong (Siedlungen)
- Kampong Labu Estate
- Kampong Senukoh
- Kampong Piasau-Piasau
- Kampong Payau
- Kampong Ayam-Ayam

Ein großer Teil des Gebiets gehört zum Labu Forest Reserve und der Nordzipfel (Pulau Selirong) ist separat ausgewiesen als Selirong Recreational Park.

## Grenzübergänge
Grenzübergänge nach Sarawak, Malaysia sind erreichbar über Bangar und Lawas. Der so genannte Labu Checkpoint liegt östlich von Bangar. Der malaysische Checkpoint heißt Mengkalap.